# Sagrado
Sagrado (in friulano Segrât, in sloveno Zagraj, in dialetto bisiaco Sagrà) è un comune italiano di 2 147 abitanti in Friuli-Venezia Giulia.

## Geografia fisica
Viene collocato nella zona dialettale della Bisiacaria. Il nome ha radici slovene quali Zagraj, ovvero za gradišče (dietro la fortezza).
Il territorio comunale si estende tra la sponda sinistra del fiume Isonzo e l'altopiano carsico, fino all'estremo culmine del monte San Michele, teatro di sanguinosi ed epici scontri fra l'esercito italiano e quello austro-ungarico nel corso della prima guerra mondiale.

## Storia
Le prime notizie di Sagrado si hanno intorno al 1130. Appartenne al Patriarcato di Aquileia, quindi alla Repubblica di Venezia dal 1420 fino al 1511, quando fu annesso ai domini asburgici, e da allora seguì le sorti della Contea Principesca di Gorizia e Gradisca. Nei pressi del confine tra i comuni di Sagrado e di Fogliano Redipuglia, lungo la SR 305, è ancora visibile un cippo che segnava il confine austroveneto. Nel 1921, dopo la prima guerra mondiale, Sagrado fu annessa al Regno d'Italia, assieme al resto della Venezia Giulia.
In località Peteano avvenne nel 1972 l'atto terroristico ricordato come strage di Peteano.

### Simboli
La blasonatura ufficiale dello stemma di Sagrado è la seguente:
Lo stemma è stato concesso con regio decreto del 3 gennaio 1939, e regie lettere patenti del 12 luglio 1940; con gli stessi atti fu concesso il gonfalone:
Nel primo campo la «campagna ondata» rappresenta il fiume Isonzo mentre le cinque crocette d'argento ricordano l'antico "sagrado"; nel secondo sono presenti un giglio e due scettri gigliati decussati, elementi ripresi dallo stemma dei Della Torre Valsassina, di cui Sagrado fu feudo dal 1556 al 1847.

## Società

### Evoluzione demografica
Abitanti censiti

### Etnie e minoranze straniere
Al 31 dicembre 2023 gli stranieri residenti nel comune erano 108 e rappresentano il 5,1% della popolazione residente.. La comunità straniera più numerosa è quella proveniente dalla Romania.

### Lingue e dialetti
A Sagrado, accanto alla lingua italiana, sono riconosciute e tutelate la lingua friulana (anche se localmente viene parlato il dialetto bisiaco) e la lingua slovena, nonostante gli sloveni fossero poco più del 2% nel 1910 e l'1,2% nel 1971. Ai sensi della Deliberazione n. 28 del 24 novembre 2003 del Consiglio della Provincia di Gorizia, il Comune è inserito nell'ambito territoriale di tutela della lingua friulana ai fini della applicazione della legge 482/1999, della legge regionale 15/1996 e della legge regionale 29/2007..

Il comune inoltre fa parte della zona dialettale della Bisiacaria.

## Amministrazione

### Gemellaggi
- Győrság[21]
- Rifembergo[22]